# (33840) 2000 GR63
2000 GR63 (asteroide 33840) é um asteroide da cintura principal. Possui uma excentricidade de 0.19064190 e uma inclinação de 2.58024º.
Este asteroide foi descoberto no dia 5 de abril de 2000 por LINEAR em Socorro.